# Mabinogion
Das Mabinogion ist eine Sammlung von Erzählungen, die aus mittelalterlichen walisischen Manuskripten stammen.

## Geschichte
Der stoffliche Ursprung des Mabinogion ist Gegenstand intensiver wissenschaftlicher Diskussion. Auch wenn die Sammlung teilweise frühmittelalterliche historische Ereignisse wiedergibt, basieren zahlreiche Motive wohl auf mündlich überlieferter, vorchristlicher keltischer Mythologie (siehe auch Barden bzw. Druiden).
Wissenschaftlich interessant ist das Entstehungsdatum der Erzählungen. Lady Charlotte Guest veröffentlichte ab 1838 Übersetzungen von elf walisischen Erzählungen, die sich in den Manuskripten Weißes Buch des Rhydderch und Rotes Buch von Hergest aus dem 14. Jahrhundert finden. Ältere Fragmente dieser Erzählungen haben sich aber auch in Schriften des 13. Jahrhunderts erhalten.
Wäre das Mabinogion älter als Geoffrey von Monmouths Historia Regum Britanniae (1136) oder die Artus-Dichtungen des Chrétien de Troyes (zwischen 1170 und 1190), so würde dies neues Licht auf die Entstehung der Artussage werfen. Während Kritiker des 19. Jahrhunderts vermuteten, dass die walisische Version auf der Fassung Chrétiens basiert, so wird heute meist angenommen, dass beide Texte auf eine gemeinsame ältere Quelle zurückgehen. Einigkeit besteht darüber, dass die Erzählungen selbst teilweise deutlich älter sind. Genauere Zuordnungen sind schwer zu treffen, was unter anderem daran liegt, dass die einzelnen Erzählungen offenbar zu unterschiedlichen Zeiten entstanden sind. Nach Argumenten von Patrick Sims-Williams ist nun ein Entstehungszeitraum zwischen 1060 und 1200 plausibel.

## Name
Der Name rührt aus einem Missverständnis der ersten englischen Übersetzerin, Lady Charlotte Guest, her: Sie entdeckte in einer Geschichte das walisische Wort mabynogyon und nahm an, es sei der Plural zu mabinogi. Die Bedeutung von mabinogi selbst ist aber ungewiss, obwohl es deutliche Bezüge zum walisischen Wort mab („Sohn, Junge“) hat. Der US-amerikanische Sprachwissenschaftler Eric P. Hamp geht davon aus, dass mabinogi von der keltischen Gottheit Maponos abgeleitet ist.
Eine Zeit lang haben Literaturhistoriker angenommen, Mabinogion könne vom Wort mabinog herkommen, das einen angehenden Barden bezeichnen soll und mabinogion sei demzufolge der mythologische und genealogische Lehrstoff, den er sich aneignen müsse (so bei John Rhŷs, Joseph Loth und Alfred Nutt). Tatsächlich dürfte das Wort mabinog eine Erfindung des romantischen Dichters und Literatur-„Fälschers“ Edward Williams (Iolo Morganwg) gewesen sein. Meid übersetzt mabinogion mit „Jugendtaten [eines Helden]“.

## Die Erzählungen

### Die vier Zweige des Mabinogi
Das Mabinogion besteht im engeren Sinn aus vier Geschichten, genannt Pedeir Ceinc y Mabinogi (Die vier Zweige des Mabinogi). Diese Geschichten haben den mythologischsten Charakter aller Erzählungen. Verbindendes Element ist Pryderi, der in allen Geschichten auftaucht, wenn auch nicht als Hauptfigur.
- Pwyll, Prinz von Dyfed (Pwyll Pendefig Dyfed)
- Branwen, Tochter des Llŷr (Branwen ferch Llŷr)
- Manawydan, Sohn des Llŷr (Manawydan fab Llŷr)
- Math, Sohn des Mathonwy (Math fab Mathonwy)

### Aus walisischen Legenden
Seit der ersten Übersetzung des Mabinogion durch Lady Guest werden sieben weitere Erzählungen mit den Vier Zweigen verbunden. Es handelt sich um
vier Geschichten, die Material aus der walisischen Tradition und Legende wiedergeben, unter anderem eine romantische Geschichte über den römischen Kaiser
Magnus Maximus.
- Der Traum des Macsen Wledig (Breuddwyd Macsen)
- Lludd und Llefelys (Cyfranc Lludd a Llefelys)
- Culhwch und Olwen (Culhwch ac Olwen)
- Der Traum des Rhonabwy (Breuddwyd Rhonabwy)

### Die drei Romanzen
Drei weitere Erzählungen unter dem Sammelbegriff Y Tair Rhamant sind walisische Versionen aus der Umgebung der Artussage, die bei Chrétien de Troyes und anderen kontinentalen Artus-Dichtern ebenfalls auftauchen.
Bei den Y Tair Rhamant handelt es sich „um walisische Bearbeitungen französischer Texte, allerdings vor dem Hintergrund einer eigenständigen Sagentradition, aus der jene schon früher abgezweigt und in der für den Roman typischen Weise verändert worden waren.“
- Die Frau vom Brunnen (Iarlles y Ffynnawn)
- Peredur, Sohn des Efrawg (Peredur fab Efrawg)
- Gereint, Sohn des Erbin (Gereint fab Erbin)

## Adaptionen
Evangeline Walton schrieb die Tetralogie Die vier Zweige des Mabinogi, die eine literarische Umsetzung des Mabinogion darstellt. Lloyd Alexanders Taran-Bücher nehmen viele Motive aus dem Mabinogion auf. Alan Garners Owl Service ist eine Umsetzung der Geschichte Blodeuedds/Blodeuwedds.
- Evangeline Walton: Die vier Zweige des Mabinogi. Klett-Cotta, Stuttgart 2001, ISBN 3-608-93390-5.
- Lloyd Alexander: Taran – Die dunkle Seite der Macht. cbj-Verlag, München 2006, ISBN 3-570-13196-3 (Enthält Band 1 bis 3 der Chroniken von Prydain).
- Lloyd Alexander: Taran – Die Reise zum Drachenberg. cbj-Verlag, München 2006, ISBN 3-570-13197-1 (Enthält Band 4 und 5 der Chroniken von Prydain).

## Bibliographie
(Englische) Übersetzungen
- Sioned Davies: The Mabinogion. Oxford: Oxford University Press, 2007, ISBN 0-19-283242-5.
- Patrick K. Ford: The Mabinogi and Other Medieval Welsh Tales. Berkeley: University of California Press, 1977, ISBN 0-520-03414-7.
- Jeffrey Gantz: The Mabinogion. London und New York: Penguin Books, 1976, ISBN 0-14-044322-3.
- Lady Charlotte Guest: The Mabinogion. Dover Publications, 1997, ISBN 0-486-29541-9.
- Gwyn und Thomas Jones: The Mabinogion. Everyman’s Library 1949; durchgesehen 1989, 1991, 2000, ISBN 0-460-87297-4.

Deutsche Übersetzungen
- Helmut Birkhan: Keltische Erzählungen vom Kaiser Arthur. Teil 1,  Lit-Verlag, Wien 2004, ISBN 3-8258-7562-8.
- Helmut Birkhan: Keltische Erzählungen vom Kaiser Arthur. Teil 2,  Lit-Verlag, Wien 2004, ISBN 3-8258-7563-6.
- Martin Buber (Hrsg.): Die vier Zweige des Mabinogi: Ein keltisches Sagenbuch. Insel, Frankfurt a. M. 1966.
- Bernhard Maier: Das Sagenbuch der walisischen Kelten: Die Vier Zweige des Mabinogi. dtv, München 1999, ISBN 3-423-12628-0. (Pedair Cainc y Mabinogi, erstmals aus dem mittelkymrischen übersetzt)

Walisische Texte und Ausgaben
- Branwen ferch Llŷr. Ed. Derick S. Thomson. Medieval and Modern Welsh Series Vol. II. Dublin: Dublin Institute for Advanced Studies, 1976, ISBN 1-85500-059-8.
- Culhwch and Olwen: An Edition and Study of the Oldest Arthurian Tale. Bromwich, Rachel, and D. Simon Evans. Eds. and trans. Aberystwyth: University of Wales, 1988; 2. Ausgabe, 1992.
- Cyfranc Lludd a Llefelys. Ed. Brynley F. Roberts. Medieval and Modern Welsh Series Vol. VII. Dublin: Dublin Institute for Advanced Studies, 1975.
- Llyfr Gwyn Rhydderch. Ed. J. Gwenogvryn Evans. Cardiff: University of Wales Press, 1973.
- Pedeir Keinc y Mabinogi. Ed. Ifor Williams. University of Wales Press, Cardiff 1951. (1996,  ISBN 0-7083-1407-4)
- Pwyll Pendeuic Dyuet. Ed. R. L. Thomson. Medieval and Modern Welsh Series Vol. I. Dublin: Dublin Institute for Advanced Studies, 1986, ISBN 1-85500-051-2.
- Ludwig Mühlhausen (Hrsg.): Die vier Zweige des Mabinogi (Pedeir ceinc y Mabinogi.) M. Niemeyer, Halle/Saale 1925, 2. Auflage 1988 (Hrsg. Stefan Zimmer). (Mabinogion: Mit Lesarten und Glossar)

Sekundärliteratur
- Bernhard Maier (Hrsg.): 150 Jahre "Mabinogion" – deutsch-walisische Kulturbeziehungen (= Zeitschrift für celtische Philologie, Buchreihe, Bd. 19). Niemeyer, Tübingen 2001, ISBN 3-484-42919-4.

- F. Roberts Brynley: Studies on Middle Welsh literature. E. Mellen Press, Lewiston, 1992.
- Patrick K. Ford: Prolegomena to a Reading of the Mabinogi: ‘Pwyll’ and ‘Manawydan’. In: Studia Celtica. XVI/XVII (1981–82), S. 110–125.
- Patrick K. Ford: Brânwen: A Study of the Celtic Affinities. Studia Celtica XXII/XXIII (1987/1988), S. 29–35.
- Eric P. Hamp: Mabinogi. Transactions of the Honourable Society of Cymmrodorion. (1974–1975), S. 243–249.
- Matthews Caitlın: Mabon and the mysteries of Britain: an exploration of the Mabinogion. Arkana, London 1987.
- C. W. Sullivan III.: . The Mabinogi, A Books of Essays. Garland Publishing, New York 1996, ISBN 0-8153-1482-5.
- William John Gruffydd: Folklore and myth in the Mabinogion. University of Wales Press, Cardiff 1964.